# Frederick Chapman
Frederick Chapman (Chartham, Kent; 13 de febrero de 1864 - Sídney, 10 de diciembre de 1943) fue un botánico, y algólogo británico, el primer paleontólogo de la Comunidad Australiana.

## Biografía
Aborigen de Camden Town, Londres, Inglaterra y estudió en el Real Colegio de Ciencias], Londres, donde fue inicialmente ayudante de John Wesley Judd. Chapman calificó como profesor de geología y fisiografía en la universidad y fue animado por el estudio de Judd de muestras en apariencia aburridas de todo Londres. Publicó Foraminifera. Introducción al Estudio de la Protozoa (Londres, 1902) y se convirtió en una autoridad mundial en foraminíferos.

## Familia
Se casó con Helen Mary Dancer el 12 de agosto de 1890. Helen murió en 1940. Frederick murió el 10 de diciembre de 1943 y fue sobrevivido por un hijo, Wilfrid, y una hija Winifred. Otra hija, Dora una enfermera que murió de gripe en la gran epidemia.

## Algunas publicaciones
- 1902. The Foraminifera. An Introduction to the Study of the Protozoa. Londres.
- 1905. "On some Foraminifera and Ostracoda obtained off Great Barrier Island, New Zealand". Trans. & Proc. of the Royal Soc. of New Zealand 38 77-112.[4]
- 1911. "New or Little Known Victorian Fossils in the National Museum." Proc. of the Royal Soc. of Victoria, Melbourne 23: 305-324. planchas 58-61.
- 1914. Australian Fossils
- 1934. Book of Fossils. Londres & Sídney.
- 1935. "On some Phyllocarids from the Ordovician of Preservation Inlet and Cape Providence, New Zealand". Trans. & Proc. of the Royal Soc. of New Zealand 64 105-114.
- 1935. "Descriptions of Fossil Fish from New Zealand". Trans. & Proc. of the Royal Soc. of New Zealand 64 117-121.
  - En esta obra describió peces con aletas radiadas con el nuevo género Eothyrsites, Eothyrsites holosquamatus, Portheus dunedinensis.
- La abreviatura «F.Chapm.» se emplea para indicar a Frederick Chapman como autoridad en la descripción y clasificación científica de los vegetales.[5]

### Otras lecturas
- Sociedad Linneana de Londres, Proceedings, 1943–44, pt 3
- Herald (Melbourne), 13 de diciembre de 1943.
- Chapman, Frederick (1864 - 1943) en Bright Sparcs, Melbourne University
- Irene Crespin, 'Chapman, Frederick (1864 - 1943)', Australian Dictionary of Biography, v. 7, MUP, 1979, p. 612.